# Charles Leclère
Charles Michel Leclère est un homme politique français né le 10 juin 1822 à Granville (Manche) et mort à Paris 6e le 24 novembre 1893.
Il est élu député de la Manche en 1877, comme candidat officiel, et siège à droite. Son élection est invalidée et il ne se représente pas à l'élection partielle.

## Sources
- « Charles Leclère », dans le Dictionnaire des parlementaires français (1889-1940), sous la direction de Jean Jolly, PUF, 1960 [détail de l’édition]